# Aeroport Internacional de Vílnius
L'Aeroport Internacional de Vilna (en lituà: Tarptautinis Vilniaus Oro Uostas) (codi IATA:  VNO, codi OACI: EYVI) és el major aeroport de Lituània. Està localitzat a 7 quilòmetres al sud de Vilnius, la capital del país. Va iniciar les seves operacions el 1994 encara que la seva antiga terminal va ser construïda el 1954.
L'Aeroport Internacional de Vílnius és una companyia estatal, establerta pel Ministeri de Transport de Lituània el 1991. AirBaltic va ser la línia aèria que major quantitat de passatgers va transportar des de l'aeroport durant el 2006, seguida per flyLAL, la línia aèria nacional de Lituània.
També operen vols Scandinavian Airlines System,  Lufthansa, Finnair, Aeroflot, Austrian Airlines, Czech Airlines, LOT Polish Airlines, i algunes altres línies aèries regionals.
És un aeroport que registra un ràpid creixement, rebent més d'un milió de passatgers anuals (1.717.222 al 2007). És el més gran dels quatre principals aeroports de Lituània: Aeroport de Kaunas (també conegut com a Aeroport de Karmėlava) a Kaunas, Aeroport de Šiauliai a Šiauliai (també conegut com a Aeroport de Zokniai, en el seu moment va ser un dels principals aeroports militars d'Europa, i avui dia serveix a l'OTAN i vols de càrrega, i l'Aeroport internacional de Palanga a Palanga.

## Terminal
L'aeroport és notable per la seva terminal d'arribades construïda en la dècada de 1950. És un disseny d'aeroport soviètic estàndard, originàriament projectat per a un tràfic de 20 aeronaus per dia. En el seu exterior està decorat amb escultures de soldats, treballadors i aviadors, mentre que en el seu interior les parets i sostre s'observen espigues, llorers i estrelles –símbols soviètics característics en els edificis públics dels primers anys de la postguerra–.
L'edifici d'arribades ha estat modificat lleument –les escales de l'entrada principal han estat reemplaçades per rampes–, però és obertament criticada com una de les més obsoletes i mal il·luminades terminals de les capitals europees. La sala d'immigracions, que només té capacitat per atendre còmodament 40 persones, és inadequada per a la càrrega de passatgers amb les quals operen la majoria de les línies aèries que operen al'Aeroport Internacional de Vílnius, el que resulta en gent fent cua a les escales i passadissos. La sala de lliurament d'equipatges compta amb dues petites cintes transportadores d'equipatge que estan dissenyades per a aeronaus amb només 100 passatgers; la freqüència dels vols resulta en que en determinats moments, cadascun d'ells ha de transportar l'equipatge de tres vols de manera simultània.

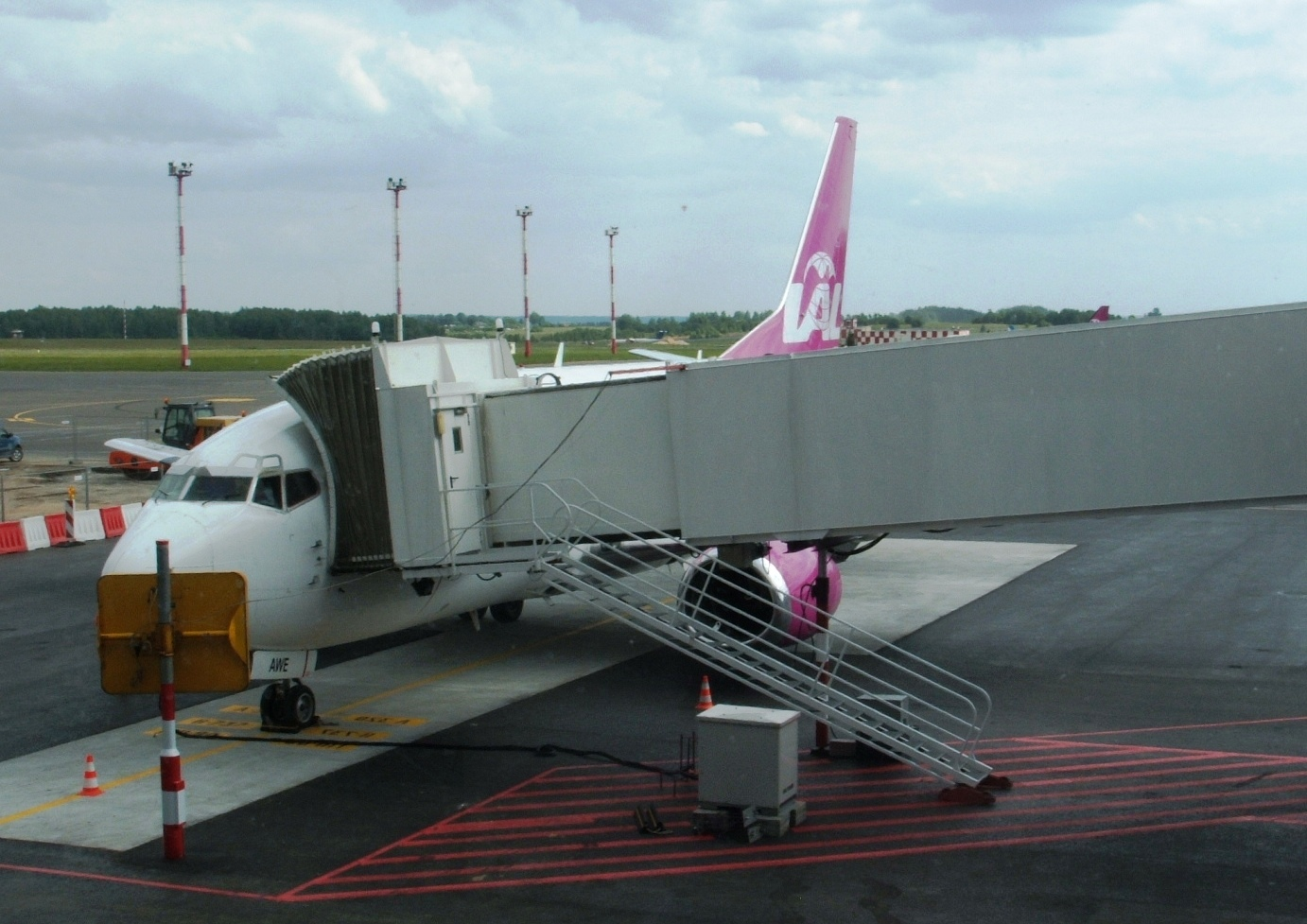
FlyLAL a l'aeroport de Vílnius.
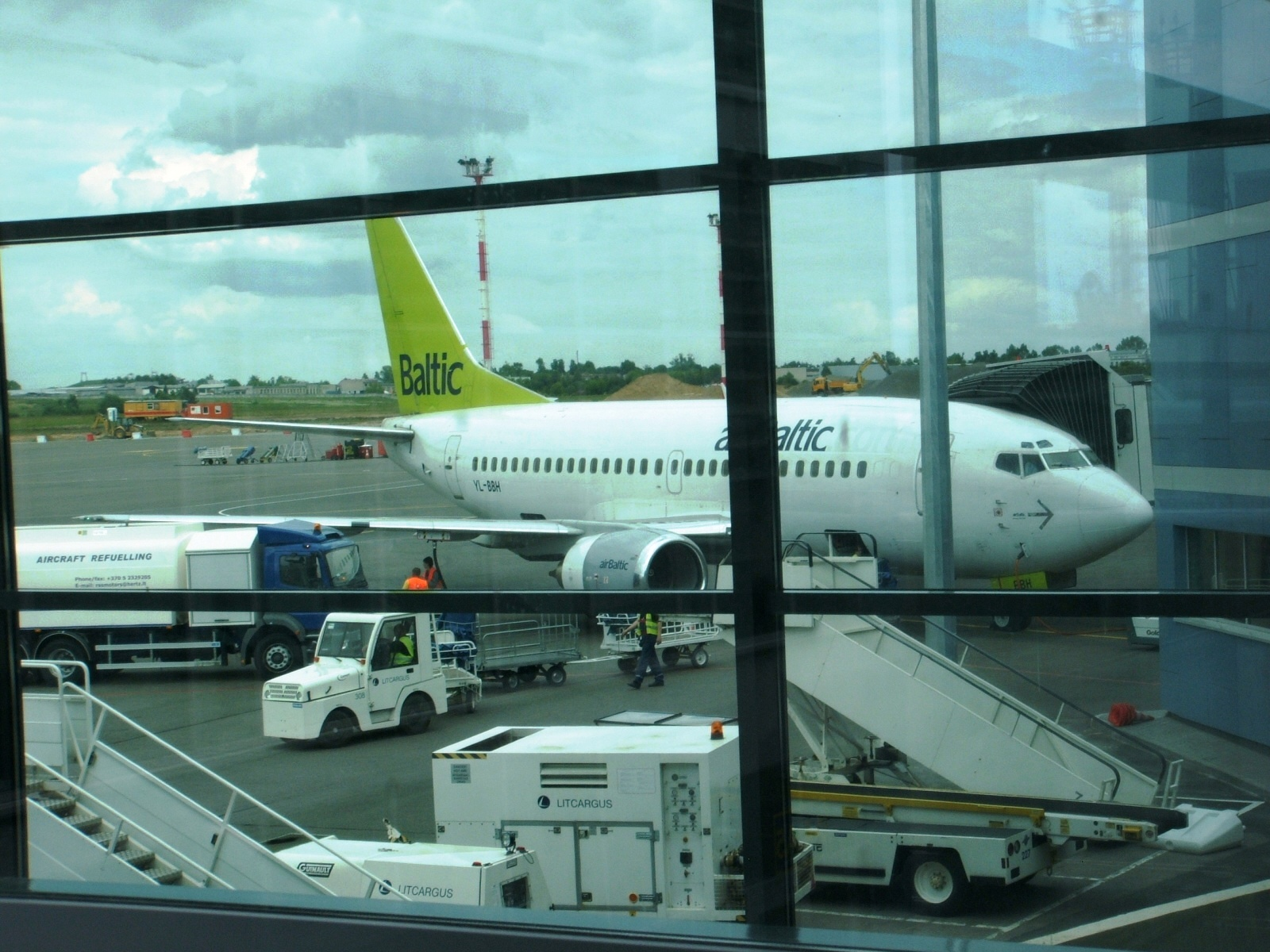
AirBaltic a l'aeroport de Vílnius.
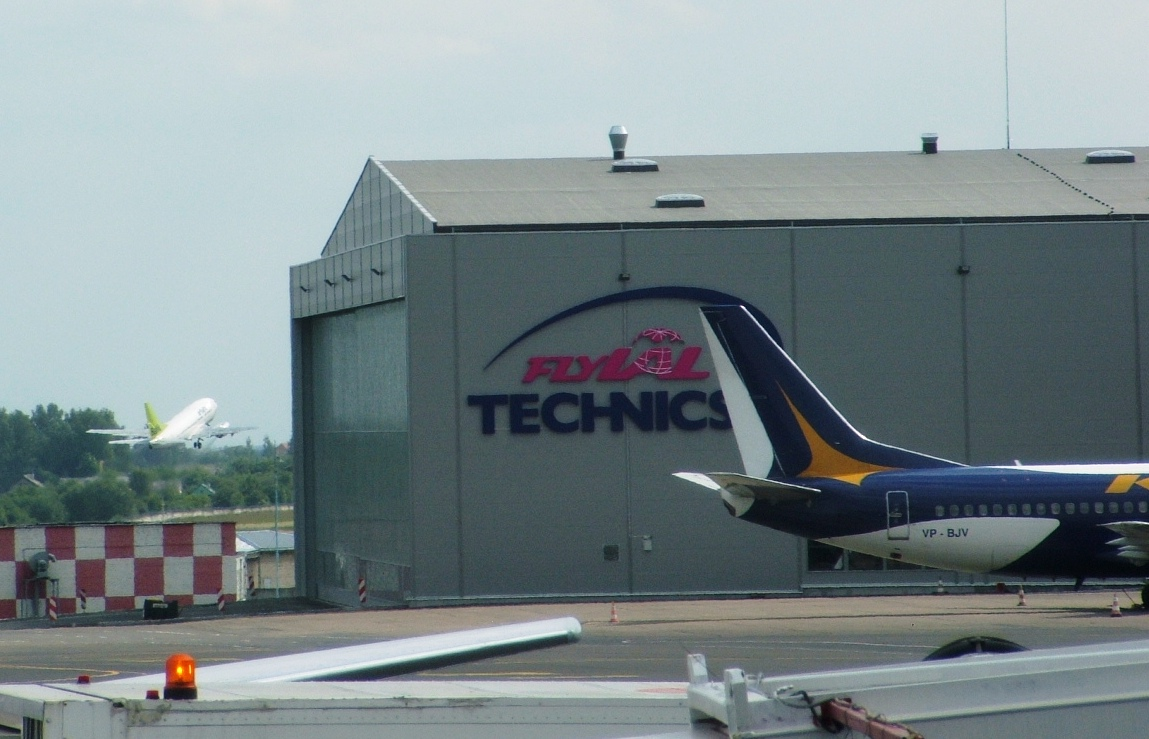
Hangar de FlyLAL a l'aeroport de Vílnius.
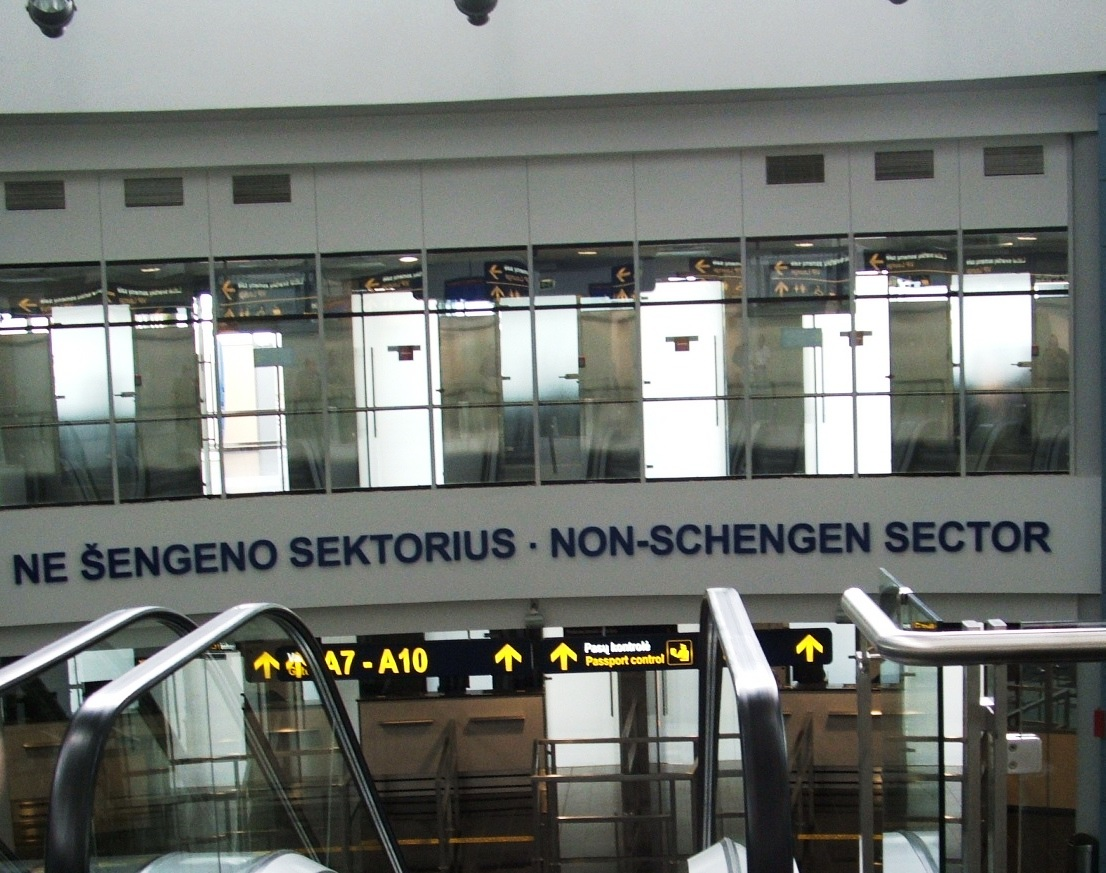
Sector no Schengen a l'aeroport de Vílnius.
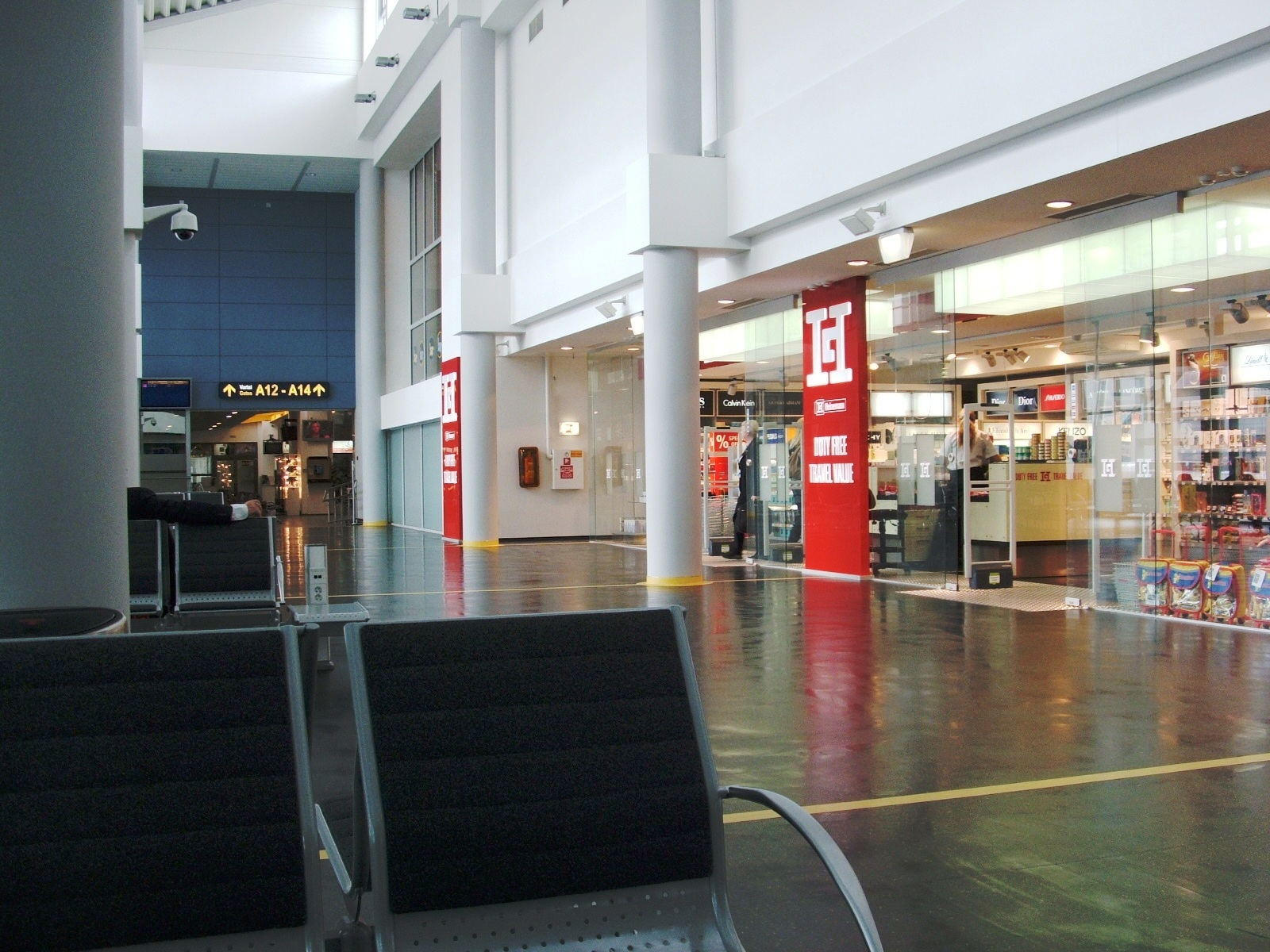
Botiga lliure d'impostos a l'aeroport de Vílnius.
Servei d'autobús a l'aeroport de Vílnius.

## Aerolínies i destins
- Aer Lingus (Dublín)
- airBaltic (Copenhague, Múnich, París-Charles de Gaulle, Riga, Roma-Fiumicino, Tallin)
- Austrian Airlines
  - operat per Austrian Arrows (Viena)
- Brussels Airlines (Brussel·les)
- CSA Czech Airlines (Praga)
- El Al (Tel-Aviv [de temporada])
- Estonian Air (Àmsterdam, Tallin, Milá-Malpensa, Estocolm-Arlanda)
- Finnair (Helsinki)
- LOT Polish Airlines (Varsovia)
- Lufthansa (Frankfurt del Main)
  - Lufthansa Regional operat per Lufthansa CityLine (Frankfurt del Main)
- Norwegian Air Shuttle (Oslo)
- UTair Aviation (Moscú-Sheremetyevo)